# Verità e interpretazione
(Luigi Pareyson, Verità e interpretazione, ed. 2005, p. 116)
Verità e interpretazione è un saggio di Luigi Pareyson del 1971. Viene considerato, insieme a Wahrheit und Methode (1960) di Hans-Georg Gadamer e a Le conflit des interprétations (1969) di Paul Ricœur, un classico dell'ermeneutica contemporanea.
Il problema da cui muove Pareyson è quello della pluralità delle filosofie e dei suoi condizionamenti storici. Tale constatazione aveva condotto lo storicismo dominante a una posizione relativista: ogni epoca ha la sua filosofia, il cui valore si esaurisce nell'aderenza al proprio tempo. In polemica con questa impostazione, egli distingue tra "pensiero rivelativo" e "pensiero espressivo": il primo, tipico della filosofia, pur all'interno di una prospettiva storica e personale, rivela la verità; il secondo, tipico dell'ideologia, avendo rinunciato alla verità, si limita a esprimere il proprio tempo. L'ideologia assume quindi una destinazione puramente pragmatica e strumentale. La scelta tra la verità e "l'oblio dell'essere" è affidata alla libertà dell'uomo.
Gli studi di estetica avevano portato Pareyson a interessarsi del carattere proprio dell'opera d'arte, in cui la molteplicità delle esecuzioni non compromette l'unicità dell'opera (si pensi alla musica). Egli estende universalmente tale intuizione, individuando nel concetto di interpretazione la chiave per risolvere il dilemma.
La verità esiste, ed è unica, atemporale e impersonale. Le sue formulazioni invece sono molteplici, storiche e personali. Ciò avviene in quanto la verità si dà all'uomo unicamente attraverso un processo di interpretazione. L'interpretazione ha le seguenti caratteristiche:
- personalità: la verità si offre solo all'interno di una prospettiva storica e personale; è impossibile una conoscenza neutra e impersonale;
- ulteriorità: la verità non si lascia cogliere che come inesauribile; l'ideale ermeneutico non è l'enunciazione completa ma l'incessante manifestazione.

Questo modello consente di evitare da una parte il dogmatismo, che riconoscendo come unica la verità presume che esista una sola filosofia vera, e dall'altra il relativismo, che riscontrando molteplici filosofie pretende che la verità stessa sia plurale.
Con riferimento ai concetti introdotti, l'autore ci tiene a specificare che: la verità non deve essere concepita come oggetto, ma come origine; la persona non è un ostacolo alla conoscenza della verità, ma l'unica via d'accesso; l'interpretazione non è una parte o una copia della verità, ma la verità stessa. Egli definisce il proprio sistema come "ontologia dell'inesauribile", distinguendolo in particolare dal "misticismo dell'ineffabile", ossia la teoria per cui la verità si sottrae alla parola per ritirarsi nel segreto (il riferimento è a Heidegger).

## Edizioni
- Luigi Pareyson, Verità e interpretazione, Mursia, Milano 1971 ISBN 88-425-1168-4; n. ed. in Opere complete, vol. 15, ivi, 2005 ISBN 8842534714
- (PT)  Verdade e interpretação, trad. Maria Helena Nery Garcez e Sandra Neves Abdo, Martins Fontes, São Paulo 2005 ISBN 9788533621671
- (EN)  Truth and Interpretation, trad. Robert T. Valgenti, State University of New York Press, Albany 2013 ISBN 9781438447490